# Брюнсвийк, Ронни
Ронни Брюнсвийк (нидерл. Ronnie Brunswijk; род. 7 марта 1961, Мунготапу) — суринамский политик, бизнесмен, футболист, экс-лидер повстанцев Суринама. С 16 июля 2020 по 16 июля 2025 года — вице-президент Суринама.

## Биография
После того, как в начале 1980-х персонал телохранителей Дези Баутерсе отвернулся от него, Брюнсвийк создал Суринамскую освободительную армию, более известную как «коммандо джунглей», начавшую партизанскую войну против армии Баутерсе, чтобы освободить Суринам от военной диктатуры.
29 ноября 1986 года суринамская армия вошла в деревню Брюнсвийка Мойвана и убила по крайней мере 39 жителей, в основном женщин и детей. Они не смогли найти Брюнсвийка, но они сожгли его дом. Брюнсвийк был заочно приговорён нидерландским судом в Харлеме к шести годам лишения свободы за контрабанду кокаина. Был выдан международный ордер на его арест.
Однако уже в июне 1988 года представители правительства и П. Брюнсвийка начали в Куру (Французская Гвиана) переговоры о прекращении огня. В октябре 1989 года состоялась личная встреча П. Брюнсвийка и Д. Баутерсе в 50 км от Парамарибо, о чём шёл прямой телерепортаж (оба прибыли к месту встречи у слияния двух рек на лодках с минимумом охраны). Однако война шла ещё 3 года.
При правительстве Р. Шанкара (1988—1990) его группировка была преобразована в формирования регулярных полицейских частей, что злило армейские круги.
Ронни Брюнсвийк является председателем суринамской политической партии «Партия всеобщего освобождения и развития» (Algemene Bevrijdings- en Ontwikkelingspartij, ABOP).

### Футбол
Владелец футбольного клуба «Интер Мунготапу». Дисциплинарный комитет Футбольной ассоциации Суринама отстранил его на пять лет, за угрозы пистолетом нескольким игрокам во время матча в 2005 году. Позже обвинения были сняты из-за отсутствия доказательств. В июне 2012 года его деятельность была приостановлена сроком на 1 год, потому что он вёл себя жестоко по отношению к рефери и игрокам на футбольном матче.
Провёл за клуб два матча в Карибском клубном чемпионате 2009 года, один матч в Карибском клубном чемпионате 2011 года. 21 сентября 2021 года в возрасте 60 лет сыграл 54 минуты в матче Лиги КОНКАКАФ 2021 против гондурасской «Олимпии» Тегусигальпа (0:6).
В 2002 году Брюнсвийк построил футбольный стадион в Мунго, который он назвал «Ронни-Брюнсвийк-стадион».
В декабре 2007 года Брюнсвийк избил Рашида Дохи, члена партии Дези Баутерсе, в здании суринамского парламента, когда Дохи оскорбил Пола Сомохарджо, члена парламента Суринама.